# Alianční smlouva v Kodani 1709
Alianční smlouva v Kodani (rusky Копенгагенский союзный договор, norsky København-traktaten i 1709), která byla podepsána 11.jul./ 22. listopadu 1709greg. v dánské metropoli Kodani, byla dánsko–ruská spojenecká smlouva o obnoveném spojenectví mezi dánským a norským králem Frederikem IV. a ruským carem  Petrem I. proti Švédskému království v průběhu velké severní války (1700–1721).

## Pozadí

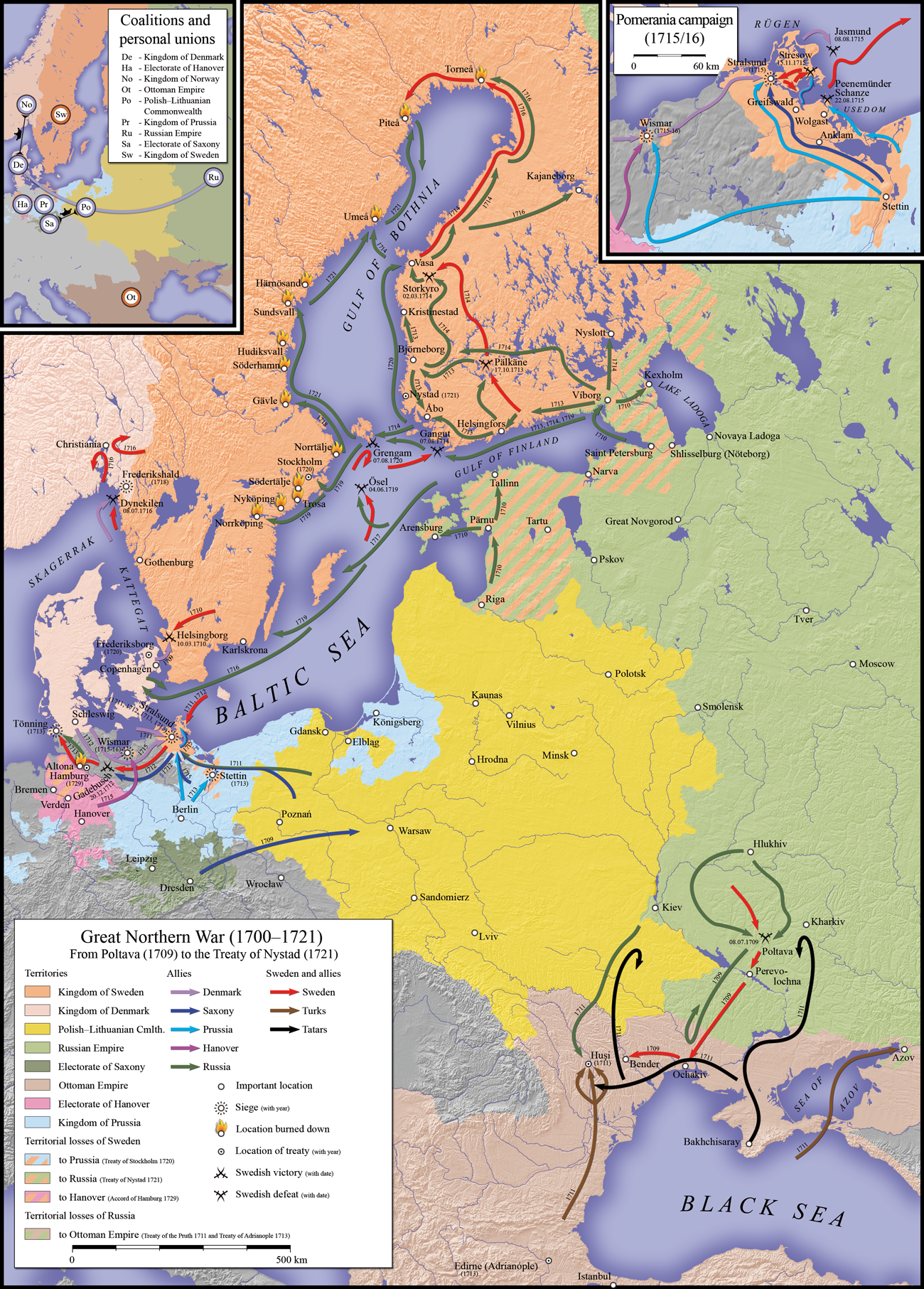
Tažení a územní změny 1709–1721

Již v roce 1699 byla mezi panovníky uzavřena Smlouva v Preobraženskom Sele (Преображенский договор). Po zahájení války v roce 1700, po švédském vylodění v Humlebæku a následně mírovou smlouvou z Traventhalu vystoupilo Dánsko oficiálně z aliance proti Švédsku a ukončilo svou účast ve velké severní válce. Válka dál probíhala s převahou na švédské straně. 
Po ruském vítězství v bitvě u Poltavy v létě 1709 a ústupu švédského krále Karla XII. na jih na území Osmanské říše byla obnovena alianční smlouva Saska a Dánska (Drážďanská alianční smlouva) a začala jednání velvyslance Ruska v Dánsku, prince Vasilije Lukicha Dolgorukova, s dánským tajným radou Otto Grabbem. Smlouva obnovila rusko-dánskou alianci proti Švédsku.

## Smlouva

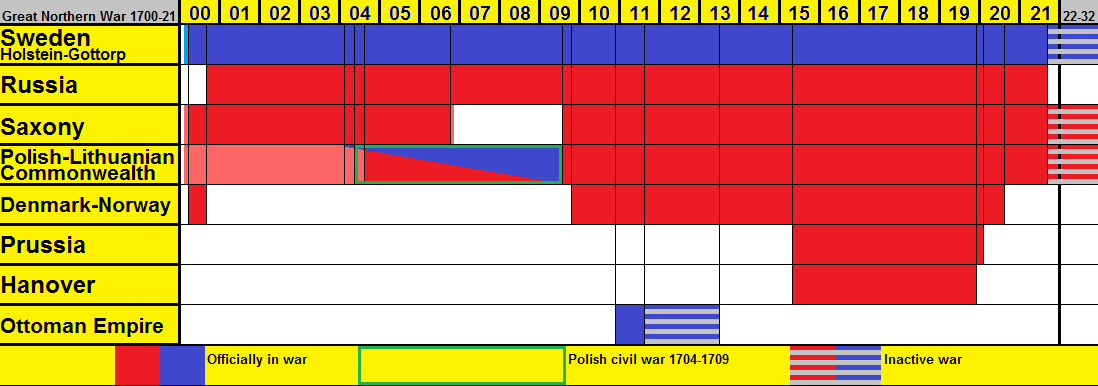
Časová osa států účastnících se velké severní války.

Ve smlouvě Dánsko vypovědělo smlouvu z Traventhalu. Dánsko se zavázalo zaútočit na podzim 1709 z Norska na švédskou provincii Skåne, která do roku 1658 náležela Dánsku. Kromě toho dánské loďstvo mělo zaměstnat švédskou flotilu ve vlastních vodách, aby Rusko mohlo udržet svoji lodní flotilu neporušenou k útokům ve Finsku a Livonsku.
Rusko se zavázalo napadnout švédské provincie Finsko a Livonsko a také zaútočit společně se Sasy v Polsku. Oba panovníci se zavázali podporovat  kurfiřta Augusta Silného podle svých nejlepších schopností při opětovném získání polského královského titulu.
Signatáři se dále zavázali, že během dalšího boje proti Švédsku nebudou vést samostatná mírová jednání. Mělo by k tomu dojít pouze tehdy, pokud by obě smluvní strany a Sasko souhlasily s mírovým jednáním. Hlavním cílem této smlouvy bylo zatlačit Švédsko zpět do „starých hranic“ (před velkou severní válkou). Smlouva stanovila, že Pruské království bude přijato do aliance proti Švédsku, pokud si to pruský král Fridrich I. bude přát.
V tajném dodatku ke smlouvě se oba státy zavázaly, že budou držet všechna území, která již dobyly a vyhrály v průběhu války proti Švédsku.

## Důsledky
V listopadu 1709 Dánové vtrhli do Skåne. Byli však poraženi švédským polním maršálem Magnusem Stenbockem a v roce 1710 museli ustoupit. Dánsko se tedy soustředilo spolu s Ruskem a Saskem na dobytí švédských pobaltských provincií. Neutrální Prusko–Braniborsko se otevřeně ke koalici připojilo vyhlášením války Švédsku až v létě 1715, po korunovaci nového pruského krále Fridricha Viléma I.
Válka proti Švédsku pokračovala až do roku 1721, kdy Rusko jako poslední uzavřelo mírovou smlouvu v Nystadu.